# والتر كيتريدغ
والتر كيتريدغ (بالإنجليزية: Walter Kittredge)‏ هو عازف كمان وملحن أمريكي، ولد في 8 أكتوبر 1834، وتوفي في 8 يوليو 1905.

## وصلات خارجية
- والتر كيتريدغ على موقع ميوزك برينز (الإنجليزية)
- والتر كيتريدغ على موقع ديسكوغز (الإنجليزية)